# Kanton Corcieux
Corcieux is een voormalig kanton van het departement Vosges in Frankrijk. Het kanton maakte deel uit van het Saint-Dié-des-Vosges.
Op 22 maart 2015 werd het kanton opgeheven. De gemeenten Champdray, Herpelmont, Jussarupt en Rehaupal werden opgenomen in het kanton Bruyères, de overige negen in het kanton Gérardmer.

## Gemeenten
Het kanton Corcieux omvatte de volgende gemeenten:
- Arrentès-de-Corcieux
- Aumontzey
- Barbey-Seroux
- Champdray
- La Chapelle-devant-Bruyères
- Corcieux (hoofdplaats)
- Gerbépal
- Granges-sur-Vologne
- Herpelmont
- La Houssière
- Jussarupt
- Rehaupal
- Vienville